# Fandom
Fandom (z angličtiny hnutí příznivců) je sdružení fanoušků sci-fi, fantasy, horroru a příbuzných žánrů. Tento pojem lze aplikovat na skupinu lidí se společným zájmem, i když se netýká výše uvedených žánrů.[zdroj?] Fan je označení příznivce, fanouška fandomu.

## Vymezení fandomu
Je to jev pro vývoj SF ve světě, zejména v anglicky mluvících zemích, zcela typický; někteří teoretici dokonce soudí, že při nevyjasnění hranic SF jako literární kategorie je fandom nejzřetelnější formou její existence. Fandom nelze ztotožňovat se čtenářskou obcí, tvoří jej úzká, avšak vysoce aktivní skupina lidí těsně spojená s většinou autorů SF.
Jindřich Smékal o fandomu píše: V obecném slova smyslu lze fandom charakterizovat jako zájmovou činnost projevující se aktivním přístupem k četbě SF a udržováním kontaktů prostřednictvím časopisů a organizovaných setkání (tzv. conů) v celé škále úrovní. To, že jde o hnutí, které má dnes již hluboko zapuštěné kořeny, není třeba zdůrazňovat - mezi samotnými fany se traduje, že kdyby všechna nakladatelství přestala SF literaturu vydávat, fandom by klidně existoval dál. Asi na tom něco bude, protože ta odhadovaná téměř tisícovka amatérských časopisů, fanzinů, a desítky amatérských shromáždění, které na světě existují, by stačily kontakty a nadšení fandomu udržet. A Pokud jde o samotné fany, nelze dost dobře charakterizovat, jací jsou. Asi různí, tak jak jsou různí lidé v našem světě, které spojuje společná záliba. Ale od ostatních se liší tím, že je žádný zásadní objev či neobvyklá událost nepřekvapí - určitě by nevydechli úžasem, kdyby na Zemi třeba přistáli mimozemšťané, protože o něčem takovém už četli, a ne jednou.
Postupem času se příznivci určitých druhů televizních seriálů a navazující literatury (např. Star Trek, Hvězdné války) začali vzájemně vymezovat a také označovat. Např. příznivci Star Treku se označují trekkies a zakládají si vlastní kluby, mají své časopisy, weby.

## Fandom v Česku
Polooficiální fandom v České republice, respektive Československu, vznikl založením prvního SF klubu v noci z 30. dubna 1979 na 1. května 1979; někdy se proto hovoří o tom, že Československý fandom vznikl 31. dubna 1979.
Po rozdělení Československa byla na české i slovenské poradě schválena tzv. „Fialová smlouva“, která zachovává jeden Československý fandom společný pro oba státy. Spolu s tím se v ní (kromě jiného) hovoří o jednom společném Parconu i o tom, že každý člen jedné organizace (české, či slovenské) je zároveň členem druhé. Organizace pořádá své cony v České a občas i Slovenské republice.[zdroj?]